# Котурнізм

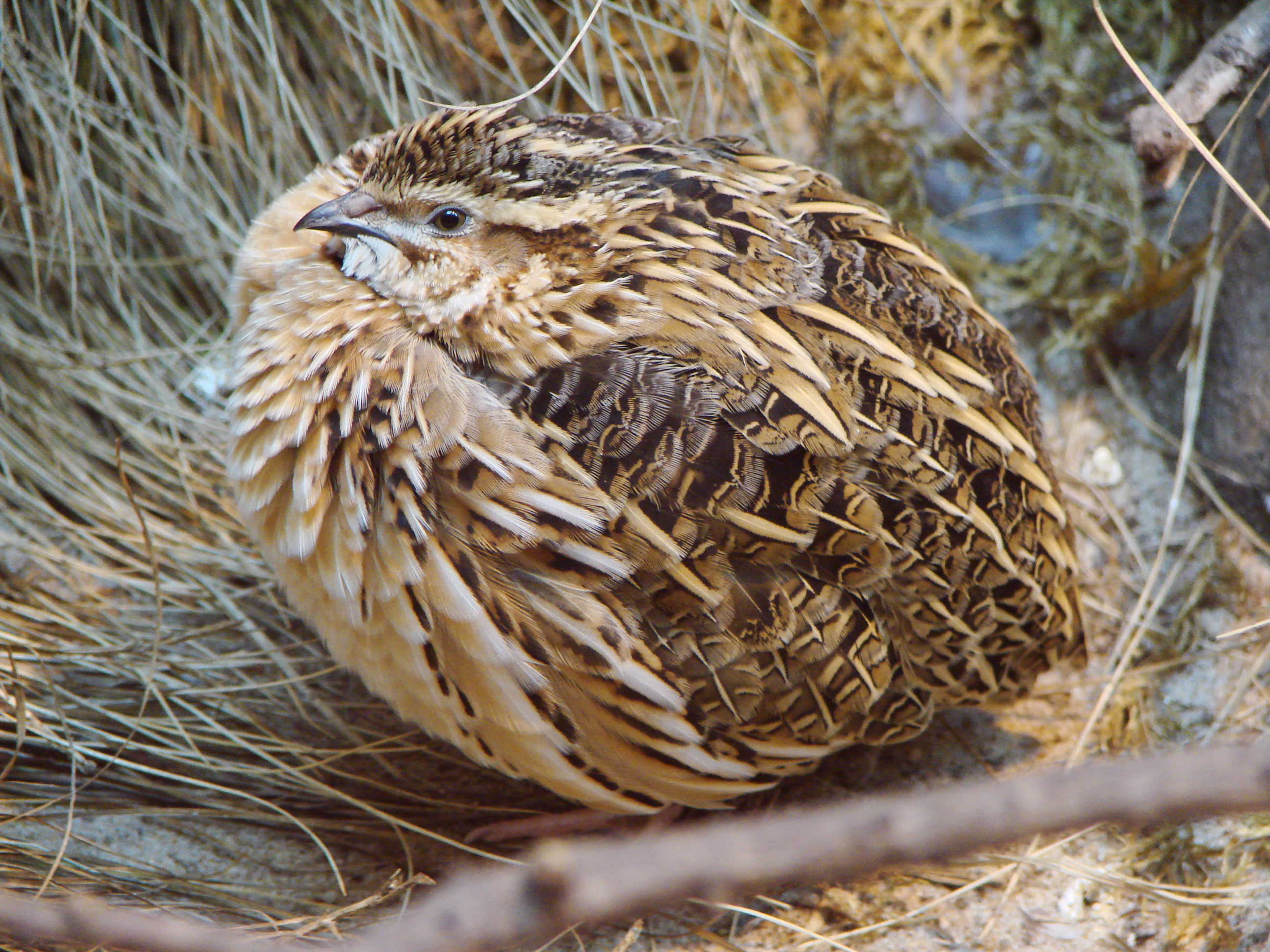
Перепілка звичайна

Котурнізм — це хвороба, що проявляється чутливістю м’язів і рабдоміолізом (руйнуванням м'язових клітин) після споживання перепелів (зазвичай звичайних перепелів, Coturnix coturnix, від яких походить назва), які харчувалися отруйними рослинами, найімовірніше болиголовом, можливо, блекотою.

## Причини й епідеміологія
З історій хвороби відомо, що токсин стійкий, оскільки чотиримісячні мариновані перепела були отруйні. Люди відрізняються за своєю сприйнятливістю; тільки кожен четвертий, що вживав суп з перепелів, який містить токсин, захворів. Очевидно, що токсин є жиророзчинним, оскільки картопля, смажена в перепелиному жирі, виявилася отруйною. Клінічні симптоми зазвичай з'являються протягом 1-9 годин після вживання м'яса. На відміну від інших харчових отруєнь, неврологічні ознаки відсутні, але переважають ознаки рабдоміолізу. Отруєну їжу неможливо відрізнити ні на запах, ні на смак. Жодна кулінарна техніка не може ефективно детоксикувати їжу. На початкових стадіях отруєння проявляється загальною м'язовою слабкістю, болями в кінцівках, нудотою і блювотою, пізніше – сильним болем у м'язах і паралічем ніг, сеча забарвлюється в темно-коричневий колір внаслідок міоглобінурії. У важких випадках з'являються ознаки системного ураження, напр. через шок.
У перепілки звичайної (Coturnix coturnix) токсичність, як правило, спостерігається восени під час сезонів міграції, в основному у європейського підвиду перепелів. Токсини отримуються птахами через вживання насіння болиголова, що містить алкалоїдний токсин коніїн, а також від блекоти чорної (Hyoscyamus niger) та полину чорного (Solanum nigrum), що містять антихолінергічні алкалоїди.
Перепели ніколи не бувають отруйними поза сезоном міграції, і переважна більшість не є отруйними під час міграції. Європейські звичайні перепілки мігрують трьома різними шляхами, кожен з яких має різні характеристики отруєння, принаймні в записах 20-го століття. Західний переліт через Алжир до Франції пов'язаний з отруєннями лише під час весняної міграції, а не під час осіннього повернення. Східний пролітний шлях, який проходить вниз по долині Нілу, є зворотним. Повідомлялося про отруєння лише під час осінньої міграції до того, як перепілки перетнули Середземне море. Центральний проліт через Італію не мав пов'язаних отруєнь. Мігруючих перепелів раніше ловили та з'їдали у величезній кількості (150 000 перепелів було експортовано з Капрі в 1850 році).

## Історія
Цей стан був точно відомий давньогрецьким (і згодом римським) натуралістам, лікарям і теологам у 4 столітті до нашої ери. У Біблії (Числа 11:31-34) згадується випадок, коли ізраїльтяни захворіли після споживання великої кількості перепелів на Синаї. Ранні автори використовували перепілку як стандартний приклад тварини, яка могла з'їсти щось отруйне для людини без шкідливих наслідків для себе. Аристотель (Про рослини 820: 6–7), Філон (Геопоніка: 14:24), Лукрецій (Про природу речей: 4:639–640), Гален (De Temperamentis: 3:4) і Секст Емпірик (Нариси Pyrronism: 1: 57) всі писали про це.
Центральним у цих стародавніх розповідях є ідея про те, що перепілки стали токсичними для людини після споживання насіння блекоти чорної (Hyoscyamus niger). Однак Секст Емпірік припустив, що перепілки їли болиголов (Conium maculatum), ця ідея відродилася в 20 столітті. Підтвердженням того, що стародавні люди розуміли причину проблему, є текст 10-го століття, Geoponica, заснований на стародавніх джерелах. У ньому сказано: «Перепілки можуть пастися на блекоті, піддаючи тим, хто їх потім з'їсть, ризик конвульсій і запаморочення...».